# Крити Санон
Крити Санон (енгл. Kriti Sanon; Њу Делхи, 27. јул 1990) индијска je глумица.

## Филмографија
| Улоге  |                |               |                 |          |
| Година | Српски назив   | Изворни назив | Улога           | Напомена |
| 2014.  | 1: Ја сам сама | (телугу)      | Самира          |          |
| 2014.  | Право на љубав |               | Димпи           | [ 1 ]    |
| 2015.  |                | (телугу)      | Мира            |          |
| 2015.  | Љубавници      |               | Ишита Дев Малик | [ 2 ]    |
| 2017.  |                |               | Сајра           |          |

### Филмфареова награда
- Награђена
  - 2015. — Филмферова награда за најбољу женски дебут у филму Право на љубав

### Интернационална индијска филмска академија
- Награђена
  - 2015. — ИИФА за звезден женски дебут године у филму Право на љубав